# Westelijke kameel
De westelijke kameel (Camelops hesternus) is een uitgestorven kameel uit het Pleistoceen van Noord-Amerika, behorende tot het geslacht Camelops.
Dit dier was 215 centimeter hoog en bijna zeshonderd kilogram zwaar. Het is niet bekend of de westelijke kameel een bult had of niet. De westelijke kameel was een bewoner van de uitgestrekte prairies. Ongeveer 10.000 jaar geleden is de westelijke kameel uitgestorven, net als veel andere grote diersoorten die met de term megafauna worden aangeduid.
Fossielen zijn gevonden in de Verenigde Staten (onder andere in La Brea), Mexico en het zuidwesten van Canada.